# Plavání na mistrovství Evropy v plaveckých sportech 2000
Závody v plavání na mistrovství Evropy v plaveckých sportech za rok 2000 proběhly v Helsinkách, Finsko ve dnech 28. června až 9. července 2000.

## Výsledky

### Individuální disciplíny
| Muži                 | Zlato                                           | Zlato    | Stříbro                         | Stříbro  | Bronz                       | Bronz    |
| -------------------- | ----------------------------------------------- | -------- | ------------------------------- | -------- | --------------------------- | -------- |
| 50 m volný způsob    | Alexandr Popov (RUS)                            | 21,95    | Pieter van den Hoogenband (NED) | 22,35    | Lorenzo Vismara (ITA)       | 22,38    |
| 100 m volný způsob   | Alexandr Popov (RUS)                            | 48,61    | Pieter van den Hoogenband (NED) | 48,77    | Lars Frölander (SWE)        | 49,24    |
| 200 m volný způsob   | Massimiliano Rosolino (ITA)                     | 1:47,31  | Pieter van den Hoogenband (NED) | 1:47,62  | Paul Palmer (GBR)           | 1:49,54  |
| 400 m volný způsob   | Emiliano Brembilla (ITA)                        | 3:48,56  | Dragoș Coman (ROU)              | 3:48,69  | Paul Palmer (GBR)           | 3:50,97  |
| 1500 m volný způsob  | Ihor Červynskyj (UKR)                           | 15:05,31 | Emiliano Brembilla (ITA)        | 15:06,42 | Dragoș Coman (ROU)          | 15:10,97 |
| 50 m znak            | Stev Theloke (GER)                              | 25,60    | Darius Grigalionis (LTU)        | 25,61    | David Ortega (ESP)          | 26,00    |
| 100 m znak           | David Ortega (ESP)                              | 55,50    | Volodymyr Nikolajčuk (UKR)      | 55,64    | Derya Büyükuncu (TUR)       | 55,84    |
| 200 m znak           | Gordan Kožulj (CRO)                             | 1:58,62  | Emanuele Merisi (ITA)           | 2:00,02  | Joáv Gath (ISR)             | 2:00,32  |
| 50 m motýlek         | Jere Hård (FIN)                                 | 23,88    | Lars Frölander (SWE)            | 23,96    | Mark Foster (GBR)           | 24,02    |
| 100 m motýlek        | Lars Frölander (SWE)                            | 52,23    | Thomas Rupprath (GER)           | 53,38    | James Hickman (GBR)         | 53,44    |
| 200 m motýlek        | Anatolij Poljakov (RUS)                         | 1:56,73  | James Hickman (GBR)             | 1:58,44  | Ștefan Gherghel (ROU)       | 1:58,54  |
| 50 m prsa            | Mark Warnecke (GER)                             | 27,75    | Oleh Lisohor (UKR)              | 27,81    | Remo Lütolf (SUI)           | 27,91    |
| 100 m prsa           | Domenico Fioravanti (ITA)                       | 1:02,02  | Jarno Pihlava (FIN)             | 1:02,07  | Dmitrij Komornikov (RUS)    | 1:02,11  |
| 200 m prsa           | Dmitrij Komornikov (RUS)                        | 2:13,09  | Domenico Fioravanti (ITA)       | 2:14,87  | Maxim Podoprigora (AUT)     | 2:15,07  |
| 200 m polohový závod | Massimiliano Rosolino (ITA)                     | 2:00,62  | Christian Keller (GER)          | 2:02,02  | Xavier Marchand (FRA)       | 2:02,06  |
| 400 m polohový závod | István Batházi (HUN)                            | 4:18,51  | Cezar Bădiță (ROU)              | 4:19,42  | Johann Le Bihan (FRA)       | 4:20,50  |
| Ženy                 | Zlato                                           | Zlato    | Stříbro                         | Stříbro  | Bronz                       | Bronz    |
| 50 m volný způsob    | Therese Alshammarová (SWE)                      | 24,44    | Willemina van Rijnová (NED)     | 25,46    | Olha Mukomolová (UKR)       | 25,54    |
| 100 m volný způsob   | Therese Alshammarová (SWE)                      | 54,41    | Martina Moravcová (SVK)         | 54,45    | Mette Jacobsenová (DEN)     | 55,31    |
| 200 m volný způsob   | Natalija Baranovská (BLR)                       | 1:59,51  | Martina Moravcová (SVK)         | 2:00,08  | Camelia Potecová (ROU)      | 2:00,32  |
| 400 m volný způsob   | Jana Kločkovová (UKR)                           | 4:09,41  | Natalija Baranovská (BLR)       | 4:11,37  | Camelia Potecová (ROU)      | 4:11,76  |
| 800 m volný způsob   | Flavia Rigamontiová (SUI)                       | 8:29,16  | Chantal Strasserová (SUI)       | 8:31,36  | Kirsten Vlieghuisová (NED)  | 8:37,94  |
| 50 m znak            | Nina Živaněvská (ESP)                           | 28,76    | Diana Mocanuová (ROU)           | 28,85    | Ilona Hlaváčková (CZE)      | 29,18    |
| 100 m znak           | Nina Živaněvská (ESP)                           | 1:01,02  | Diana Mocanuová (ROU)           | 1:01,54  | Louise Ørnstedtová (DEN)    | 1:01,88  |
| 200 m znak           | Nina Živaněvská (ESP)                           | 2:09,53  | Diana Mocanuová (ROU)           | 2:11,62  | Antje Buschschulteová (GER) | 2:12,04  |
| 50 m motýlek         | Anna-Karin Kammerlingová (SWE)                  | 26,40    | Karen Egdalová (DEN)            | 26,97    | Martina Moravcová (SVK)     | 26,98    |
| 100 m motýlek        | Martina Moravcová (SVK)                         | 58,72    | Otylia Jędrzejczaková (POL)     | 58,97    | Johanna Sjöbergová (SWE)    | 59,29    |
| 200 m motýlek        | Otylia Jędrzejczaková (POL)                     | 2:08,63  | Mette Jacobsenová (DEN)         | 2:08,77  | Mireia Garcíaová (ESP)      | 2:10,44  |
| 50 m prsa            | Ágnes Kovácsová (HUN)                           | 31,68    | Zoë Bakerová (GBR)              | 32,00    | Sylvia Geraschová (GER)     | 32,02    |
| 100 m prsa           | Ágnes Kovácsová (HUN)                           | 1:08,38  | Sylvia Geraschová (GER)         | 1:09,28  | Svitlana Bondarenková (UKR) | 1:09,81  |
| 200 m prsa           | Beatrice Cășlaruová (ROU)                       | 2:26,76  | Ágnes Kovácsová (HUN)           | 2:26,85  | Karine Brémondová (FRA)     | 2:28,20  |
| 200 m polohový závod | Beatrice Cășlaruová (ROU) Jana Kločkovová (UKR) | 2:12,57  | —                               | —        | Susan Rolphová (GBR)        | 2:15,82  |
| 400 m polohový závod | Jana Kločkovová (UKR)                           | 4:39,78  | Beatrice Cășlaruová (ROU)       | 4:41,64  | Yseult Gervyová (BEL)       | 4:46,15  |

### Štafety
| Muži                   | Zlato | Zlato   | Stříbro | Stříbro | Bronz | Bronz   |
| ---------------------- | --- | ------- | --- | ------- | --- | ------- |
| 4×100 m volný způsob   | Rusko (RUS) (Děnis Pimankov, Dmitrij Černyšov, Andrej Kapralov, Alexandr Popov, (r)Leonid Chochlov)                                                                        | 3:18,75 | Německo (GER) (Stefan Herbst, Lars Conrad, Christian Tröger, Stephan Kunzelmann, (r)Alexander Lüderitz)      | 3:19,16 | Francie (FRA) (Romain Barnier, Nicolas Kintz, Hugo Viart, Frédérick Bousquet)                                                              | 3:20,37 |
| 4×200 m volný způsob   | Itálie (ITA) (Massimiliano Rosolino, Matteo Pelliciari, Simone Cercato, Emiliano Brembilla, (r)Federico Cappellazzo, (r)Klaus Lanzarini)                                   | 7:16,52 | Německo (GER) (Michael Kiedel, Christian Keller, Stefan Herbst, Stefan Pohl, (r)Lars Conrad)                 | 7:18,96 | Nizozemsko (NED) (Martijn Zuijdweg, Marcel Wouda, Mark van der Zijden, Pieter van den Hoogenband, (r)Dennis Rijnbeek, (r)Arnold van Bavel) | 7:19,91 |
| 4×100 m polohový závod | Rusko (RUS) (Vladislav Aminov, Dmitrij Komornikov, Dmitrij Černyšov, Alexandr Popov, (r)Vladimir Selkov, (r)Roman Ivanovskij, (r)Děnis Pimankov)                           | 3:39,29 | Švédsko (SWE) (Mattias Ohlin, Martin Gustavsson, Lars Frölander, Stefan Nystrand)                            | 3:40,43 | Ukrajina (UKR) (Volodymyr Nikolajčuk, Oleh Lisohor, Andrij Serdinov, Pavlo Chnykin)                                                        | 3:40,91 |
| Ženy                   | Zlato | Zlato   | Stříbro | Stříbro | Bronz | Bronz   |
| 4×100 m volný způsob   | Švédsko (SWE) (Louise Jöhnckeová, Johanna Sjöbergová, Anna-Karin Kammerlingová, Therese Alshammarová, (r)Sandra Steffensenová, (r)Josefin Lillhageová, (r)Ida Mattssonová) | 3:42,38 | Itálie (ITA) (Luisa Strianiová, Sara Pariseová, Cecilia Vianiniová, Cristina Chiusová, (r)Giorgia Mancinová) | 3:45,31 | Belgie (BEL) (Nina Van Koeckhovenová, Liesbet Dreesenová, Sofie Goffinová, Tine Bossuytová)                                                | 3:46,42 |
| 4×200 m volný způsob   | Rumunsko (ROU) (Camelia Potecová, Simona Păduraruová, Lorena Diaconescuová, Beatrice Cășlaruová, (r)Carmen Hereaová)                                                       | 8:03,17 | Itálie (ITA) (Luisa Strianiová, Cecilia Vianiniová, Sara Pariseová, Sara Goffiová, (r)Elena Carcarinová)     | 8:08,14 | Francie (FRA) (Solenne Figuèsová, Laëtitia Chouxová, Katarin Quelennecová, Alicia Bozonová)                                                | 8:08,30 |
| 4×100 m polohový závod | Švédsko (SWE) (Therese Alshammarová, Emma Igelströmová, Johanna Sjöbergová, Louise Jöhnckeová, (r)Camilla Johanssonová, (r)Maria Östlingová)                               | 4:06,00 | Belgie (BEL) (Sofie Wolfsová, Brigitte Becueová, Fabienne Dufourová, Nina Van Koeckhovenová)                 | 4:09,52 | Rumunsko (ROU) (Raluca Udroiuová, Beatrice Cășlaruová, Diana Mocanuová, Camelia Potecová, (r)Lorena Diaconescuová)                         | 4:10,05 |

## Medailová bilance
V plavání se rozdělilo celkem 38 sad medailí.
| Pořadí | Stát                     |       | Muži    | Muži  | Muži  |         | Ženy  | Ženy  | Ženy    |       | Muži + Ženy | Muži + Ženy | Muži + Ženy | Celkem |
| Pořadí | Stát                     | Zlato | Stříbro | Bronz | Zlato | Stříbro | Bronz | Zlato | Stříbro | Bronz |             |             |             | Celkem |
| ------ | ------------------------ | ----- | ------- | ----- | ----- | ------- | ----- | ----- | ------- | ----- | ----------- | ----------- | ----------- | ------ |
| 1.     | Švédsko (SWE)            |       | 1       | 2     | 1     |         | 5     | 0     | 1       |       | 6           | 2           | 2           | 10     |
| 2.     | Rusko (RUS)              |       | 6       | 0     | 1     |         | 0     | 0     | 0       |       | 6           | 0           | 1           | 7      |
| 3.     | Itálie (ITA)             |       | 5       | 3     | 1     |         | 0     | 2     | 0       |       | 5           | 5           | 1           | 11     |
| 4.     | Ukrajina (UKR)           |       | 1       | 2     | 1     |         | 3     | 0     | 2       |       | 4           | 2           | 3           | 9      |
| 5.     | Španělsko (ESP)          |       | 1       | 0     | 1     |         | 3     | 0     | 1       |       | 4           | 0           | 2           | 6      |
| 6.     | Rumunsko (ROU)           |       | 0       | 2     | 2     |         | 3     | 4     | 3       |       | 3           | 6           | 5           | 14     |
| 7.     | Maďarsko (HUN)           |       | 1       | 0     | 0     |         | 2     | 1     | 0       |       | 3           | 1           | 0           | 4      |
| 8.     | Německo (GER)            |       | 2       | 4     | 0     |         | 0     | 1     | 2       |       | 2           | 5           | 2           | 9      |
| 9.     | Slovensko (SVK)          |       | 0       | 0     | 0     |         | 1     | 2     | 1       |       | 1           | 2           | 1           | 4      |
| 10.    | Švýcarsko (SUI)          |       | 0       | 0     | 1     |         | 1     | 1     | 0       |       | 1           | 1           | 1           | 3      |
| 11.    | Finsko (FIN)             |       | 1       | 1     | 0     |         | 0     | 0     | 0       |       | 1           | 1           | 0           | 2      |
| 11.    | Bělorusko (BLR)          |       | 0       | 0     | 0     |         | 1     | 1     | 0       |       | 1           | 1           | 0           | 2      |
| 11.    | Polsko (POL)             |       | 0       | 0     | 0     |         | 1     | 1     | 0       |       | 1           | 1           | 0           | 2      |
| 14.    | Chorvatsko (CRO)         |       | 1       | 0     | 0     |         | 0     | 0     | 0       |       | 1           | 0           | 0           | 1      |
| 15.    | Nizozemsko (NED)         |       | 0       | 3     | 1     |         | 0     | 1     | 1       |       | 0           | 4           | 2           | 6      |
| 16.    | Spojené království (GBR) |       | 0       | 1     | 4     |         | 0     | 1     | 1       |       | 0           | 2           | 5           | 7      |
| 17.    | Dánsko (DEN)             |       | 0       | 0     | 0     |         | 0     | 2     | 2       |       | 0           | 2           | 2           | 4      |
| 18.    | Belgie (BEL)             |       | 0       | 0     | 0     |         | 0     | 1     | 2       |       | 0           | 1           | 2           | 3      |
| 19.    | Litva (LTU)              |       | 0       | 1     | 0     |         | 0     | 0     | 0       |       | 0           | 1           | 0           | 1      |
| 20.    | Francie (FRA)            |       | 0       | 0     | 3     |         | 0     | 0     | 2       |       | 0           | 0           | 5           | 5      |
| 21.    | Turecko (TUR)            |       | 0       | 0     | 1     |         | 0     | 0     | 0       |       | 0           | 0           | 1           | 1      |
| 21.    | Izrael (ISR)             |       | 0       | 0     | 1     |         | 0     | 0     | 0       |       | 0           | 0           | 1           | 1      |
| 21.    | Rakousko (AUT)           |       | 0       | 0     | 1     |         | 0     | 0     | 0       |       | 0           | 0           | 1           | 1      |
| 21.    | Česko (CZE)              |       | 0       | 0     | 0     |         | 0     | 0     | 1       |       | 0           | 0           | 1           | 1      |
| Celkem | Celkem                   |       | 19      | 19    | 19    |         | 20    | 18    | 19      |       | 39          | 37          | 38          | 114    |